# Дзялошинский, Игорь Ехиельевич
И́горь Ехие́льевич Дзялоши́нский (1 февраля 1931, Москва — 14 июля 2021) — советский и американский физик-теоретик, член-корреспондент АН СССР (1974), лауреат Государственной премии СССР (1984).

## Биография
Родился в Москве в еврейской семье. Отец — Ехиель Моисеевич Дзялошинский (1897—1942), уроженец Калиша, погиб в плену в начале 1942 года. Мать — Мария Семёновна Дзялошинская.
Окончил МГУ (1953). Ученик Л. Д. Ландау и его сотрудник на протяжении более 20 лет, один из основателей и многолетний сотрудник Института теоретической физики АН СССР.
В 1957 году защитил кандидатскую диссертацию «Термодинамическая теория „слабого“ ферромагнитизма антиферромагнетиков», в 1962 году — докторскую диссертацию «Применение методов квантовой теории поля в статистической физике».
Член-корреспондент АН СССР с 26 ноября 1974 года.
С начала 1990-х годов проживал в США. Профессор, а затем professor emeritus Калифорнийского университета в Ирвайне.
Женат, имел дочь.

## Достижения
Основные исследования проведены в области физики твёрдого тела. Автор многих публикаций, в том числе ряда обзоров в УФН. Разрабатывал следующие направления в физике: статистическая физика, теория магнетизма, квантовая теория поля, сверхпроводимость.
Дзялошинский — соавтор научного открытия «Магнитоэлектрический эффект», которое занесено в Государственный реестр открытий СССР под № 123 с приоритетом от 1957 г. в следующей формулировке:
«Установлено неизвестное ранее явление намагничивания ряда веществ в антиферромагнитном состоянии электрическим полем и их электрической поляризации магнитным полем, обусловленное специфической симметрией расположения магнитных моментов в кристаллической решетке вещества».

## Премии, награды, почётные звания
- 1972 — премия имени М. В. Ломоносова
- 1975 — орден «Знак Почёта»[2]
- 1981 — орден Трудового Красного Знамени[2]
- 1984 — лауреат Государственной премии СССР
- 1989 — Премия имени Л. Д. Ландау
- 1991 — почётный иностранный член Американской академии искусств и наук

## Публикации
- А. А. Абрикосов, Л. П. Горьков, И. Е. Дзялошинский. Методы квантовой теории поля в статистической физике. — 1962.
- Abrikosov A. A., Gorkov L. P. and Dzyaloshinski I. E. Methods of Quantum Field Theory in Statistical Physics. — Englewood Cliffs: Prentice Hall, 1963.
- Игорь Ехиельевич Дзялошинский Архивная копия от 16 июля 2021 на Wayback Machine в журнале «Успехи физических наук»
- Список публикаций Архивная копия от 26 мая 2011 на Wayback Machine на сайте Института теоретической физики им. Л. Д. Ландау Российской академии наук